# 13 (Gotthard)
| Recensione   | Giudizio |
| ------------ | -------- |
| AllMusic     |          |
| Classic Rock |          |
| Metal Hammer |          |
| Rock Hard    |          |
| MetalItalia  |          |
| Daily Rock   |          |
| MariskalRock |          |
| The Rockpit  |          |

13  è il tredicesimo album in studio del gruppo rock svizzero Gotthard che è stato pubblicato in tutto il mondo il 13 marzo 2020 tramite l'etichetta discografica Nuclear Blast.

## Il disco
Il disco contiene 13 tracce più altre 2 bonus. È stato registrato allo Yellow House Studio 13 di Lugano ed è stato mixato e masterizzato presso i Valhalla Studios di Auburn.
Il primo singolo è Missteria per il quale è anche stato girato un videoclip mentre il secondo singolo Bad News è stato accompagnato da un lyric video.
Ha avuto la miglior entrata nelle charts tedesche dell'intera storia del gruppo, come il precedente Silver, classificandosi al 7º posto. In Svizzera come i precedenti 11 album in studio si è piazzato al numero 1. Il CD è rimasto nella top ten elvetica per 9 settimane non consecutive ed in totale in classifica per 35.

## Tracce[12]
Tutti i brani portano la firma di Maeder, Leoni e Scherer, a parte dove indicato.
1. Bad News – 3:26 (Eric Bazilian, Maeder, Leoni, Scherer)
2. Every time I Die – 4:08 (Maeder, Leoni, Scherer, Danny Lee, Paul Lani)
3. Missteria – 3:16 (Francis Rossi, Maeder, Leoni)
4. 10000 Faces – 3:04 (Lynn, Maeder, Leoni, Scherer)
5. S.O.S. – 3:49 (Stig Anderson, Benny Andersson e Björn Ulvaeus)
6. Another last Time – 4:01
7. Better than Love – 3:27
8. Save the Date – 3:23
9. Marry You – 4:21 (Bazilian)
10. Man on a Mission – 3:46
11. No Time to Cry – 5:15 (Lynn, Maeder, Leoni, Scherer)
12. I can say I'm Sorry – 3:44
13. Rescue Me – 5:46 (Maeder, Leoni, Scherer, Lani)

Bonus tracks
1. No Time to Cry (Versione demo) – 4:14
2. I can say I'm Sorry (Versione col pianoforte) – 4:23

- La traccia 5 è stata originariamente registrata dagli ABBA per l'album ABBA

## Formazione
- Nic Maeder – voce
- Leo Leoni – chitarra
- Freddy Scherer – chitarra
- Marc Lynn – basso

### Altri musicisti
- Alex Motta – batteria
- Eric Bazilian - chitarra acustica in Marry You
- Nicolò Fragile - piano in I can say I'm Sorry
- Ernesto Ghezzi - organo hammond
- Paul Lani - organo hammond e percussioni in Missteria
- Matthias Ulmer - archi e tastiera
- Maram El Dsoki, Barbara Comi - cori

### Produzione
- Paul Lani e Leo Leoni - produzione
- Paul Lani e Davide Pagano - registrazione
- Paul Lani - missaggio
- Darcy Proper - mastering
- Davide Pagano - ingegnere del suono aggiunto
- Claudio Kernen - ingegnere tecnico aggiunto

## Classifiche

### Classifiche settimanali
| Classifica (2020) | Posizione massima |
| ----------------- | ----------------- |
| Austria           | 20                |
| Francia           | 170               |
| Germania          | 7                 |
| Spagna            | 27                |
| Svizzera          | 1                 |

### Classifiche di fine anno
| Classifica (2020) | Posizione |
| ----------------- | --------- |
| Svizzera          | 8         |

## Tour promozionale
Per promuovere l'album, la band ha preso parte al 13 Tour che è iniziato nel 2022 ed è terminato nel 2024. Originariamente la tournée sarebbe dovuta cominciare nella primavera del 2020 ma è stata rinviata 3 volte a causa della pandemia di COVID-19: una prima volta all'inverno 2020/2021, poi per l'autunno/inverno 2021 ed infine spostata alla primavera del 2022.